# Мері Ласкер

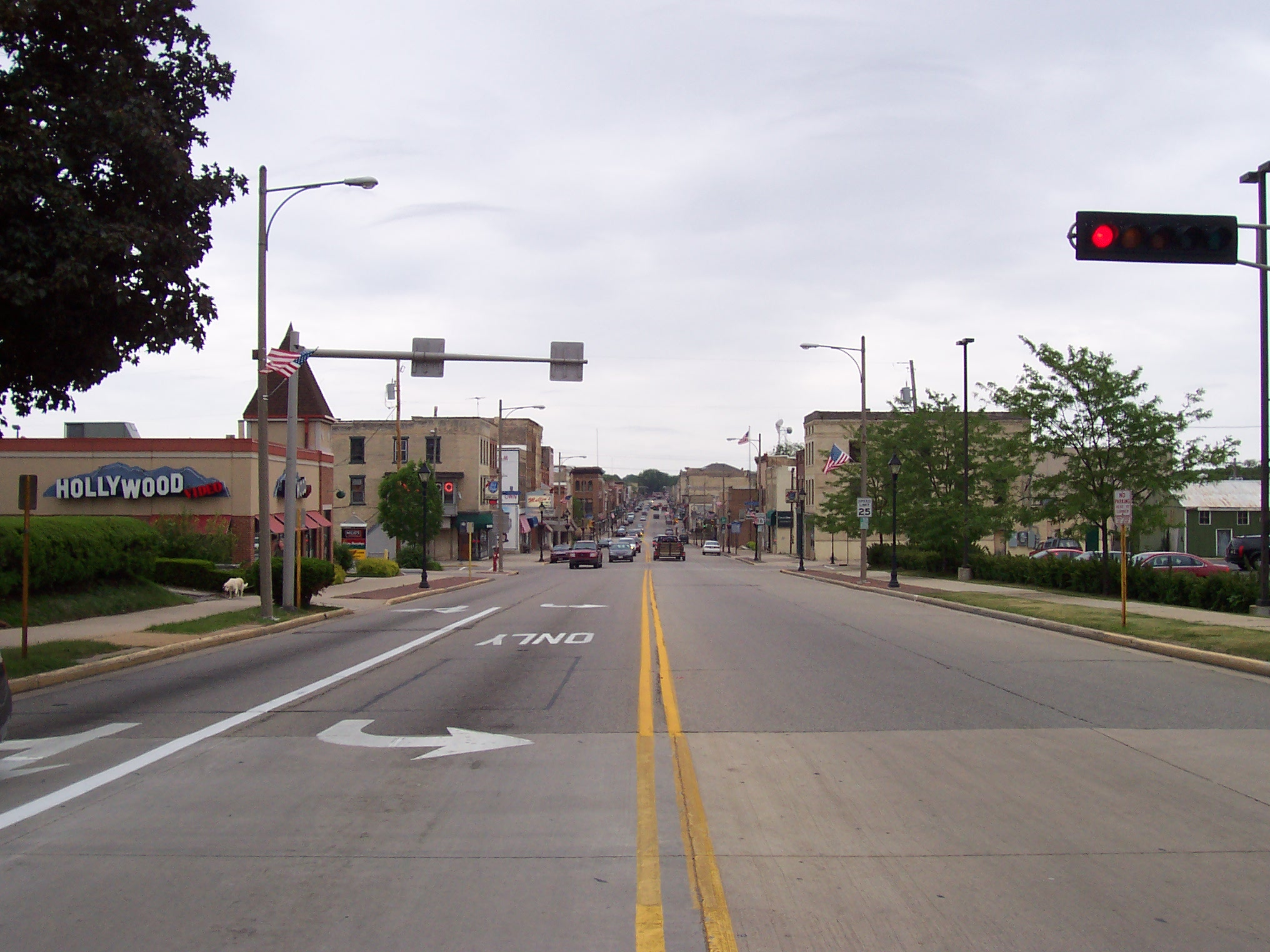
Головна вулиця у Вотертауні — рідному місті Мері Ласкер.

Ме́рі Ла́скер, Ме́рі Ву́дард-Ла́скер (англ. Mary Lasker, Mary Woodard Lasker; * 30 грудня 1900, Вотертаун (Вісконсин), США — † 15 лютого 1994, Ґрінвіч (Коннектикут), США) — американська лобістка, філантропка і громадська діячка. Лобіювала й фінансувала різні благодійні фонди та проекти, зокрема в галузі медичних досліджень і охорони здоров'я. Засновувала премії, впроваджувала й заохочувала ініціативи благоустрою міських районів, підтримувала діяльність музеїв та університетів.

## Біографічні дані
Мері Ласкер народилася в сім'ї банкіра Френка Елвіна Вударда і Сари Джонсон-Вудард — колишньої продавчині, а згодом фахівця в озелененні міст та упорядкуванні парків. У 1923 році закінчила Коледж Радкліфф і здобула ступінь бакалавра історії мистецтва. Відтак коротко навчалася в Оксфордському університеті, а тоді влаштувалася на роботу в нью-йоркській галереї свого майбутнього чоловіка Пола Райнгардта — комісійний продаж картин сучасних європейських художників. Ласкер сама збирала твори мистецтва й мала значну колекцію. У 1926 році вийшла заміж за Пола, а у 1934-му розлучилася з ним. Тоді ж вона відкрила своє підприємство під назвою «Голлівудські зразки» («Hollywood Patterns»), яке спершу перепродувало прості, пошиті на фабриці сукні в мережеві крамниці, а тоді стало випускати фірмовий одяг — зокрема, серію текстильних виробів із зображеннями кінозірок та іншого, пов'язаного з кінематографом. Ласкер і сама проектувала моделі.
У 1938 році вона стала брати участь у роботі кількох американських неурядових організацій, які пропагували принципи побудови здорової родини. Цього ж року очолила Американську федерацію контролю народжуваності. Ця організація була попередником сьогоднішньої Федерації планування сім'ї До такої діяльності Мері Ласкер спонукали випадки, що трапилися їй в дитинстві та юності. Ще змалку вона перебула кілька вушних інфекцій і мало не вмерла від лихоманки. У той час Мері, опритомнівши від нападу хвороби, почула, що лікар сказав її матері: «Саро, я гадаю, що тобі не вдасться поставити її на ноги». Запам'яталися й відвідини разом із матір'ю хворої на рак пралі, якій видалили груди. 1918 року Мері важко захворіла на грип і ледве вижила. Сприяти медичним дослідженням спонукало й те, що 1940 року після безуспішного лікування померла її мати, якій рік перед тим трапився інфаркт, а тоді інсульт. «Я виступаю проти серцевих нападів і раку, — сказала Мері репортерові, — так само, як інші люди виступають проти гріха».
22 червня 1940 року вона вийшла заміж за Альберта Ласкера (1880–1952), власника чиказької рекламної агенції «Лорд і Томас», автора концепції «Друкована торгівля», який розбагатів на рекламних кампаніях сигарет «Лакі страйк», жувальної ґумки «Ріґлі» і зубної пасти «Пепсодент». Він поділяв зацікавлення дружини — як у мистецтві, так і в галузі охорони здоров'я.
Після того, як у 1942 році Альберт продав свою рекламну компанію, подружжя провадило тільки громадську й благодійницьку діяльність у двох напрямках — домагатися, щоб медичне страхування стало доступнішим, і сприяти науковим дослідженням хвороб. Для такої мети він, як корпоративний лідер і голова Ради морського транспорту США під час Другої світової війни, лобіював федеральний уряд. Згодом лобісткою стала й Мері.
1942 року вони заснували Фонд Альберта і Мері Ласкерів, з якого виділялися кошти на премії за фундаментальні та клінічні дослідження й за медичну журналістику. Мері стала головою фонду, а її сестра Аліса Фордайс (1906 — 1992) — адміністратором. Крім того, вона керувала програмою «Премії Ласкерів».
1945 року Ласкери підтримали пропозицію президента Гаррі Трумена реформувати галузь охорони здоров'я — ухвалити десятирічний план, який передбачав запровадити загальне медичне страхування, будувати лікарні й подвоїти число медичного персоналу. Численні бізнесмени й лікарі засуджували цю пропозицію як зразок «соціальної медицини» (socialized medicine). Зіткнувшись із такою протидією, а також з тим, що Альберт захворів на рак товстої кишки (від чого й помер у 1952-му), Мері почала приділяти увагу головно медичним дослідженням. До справи про загальне медичне страхування вона долучилася 1965 року, ставши на бік президента Ліндона Джонсона в дебатах про впровадження програм Medicare й Medicaid у рамках Закону про соціальне страхування.
Ласкери використовували свої гроші, зв'язки і спеціалізовані фонди, щоб добитися урядового фінансування великомасштабних медичних досліджень у час, коли такими дослідженнями відали університети, некомерційні інституції та приватні особи. Подружжя зосередилося на раку, психічному здоров'ї й контролі над народжуваністю, а тоді додатково — на хворобах серця, артриті й гіпертонії. Спершу Мері Ласкер поставила перед собою мету — подати рак громадськості як справу великої суспільної ваги, й у жовтні 1943 року вмовила свого приятеля, що працював у журналі «Рідерз дайджест», запустити серію статей про скринінґ і діагностику раку. Водночас переконала Дейвіда Сарноффа, директора «Радіо корпорейшн оф Америка» (Radio Corporation of America) в тому, що варто згадувати в ефірі раніше замовчуваний рак — запускати радіоролики із закликами жертвувати гроші на боротьбу з ним. Тоді взялася реорганізовувати Американське товариство боротьби з раком (АТБР). За 1943–1945 роки ця громадська установа (у 1945 році її перейменовано на Американське товариство раку) стала потужним засобом збирання коштів у спосіб налагодження зв'язків з громадськістю і проведення лобістських кампаній. У 1943-му АТБР виготовило дев'ять мільйонів «освітніх» одиниць, п'ятдесят тисяч плакатів, півтора мільйона клейких етикеток, 165 000 монетоприймачів, 12 000 внутрішньосалонних рекламних планшетів і 3000 вітринних виставок. Надходили пожертвування: 832 000 доларів у 1944 році, 4 292 000 доларів у 1945 році, 12 045 000 доларів у 1947 році. Чверть цієї суми йшли на ґранти науковцям-дослідникам.

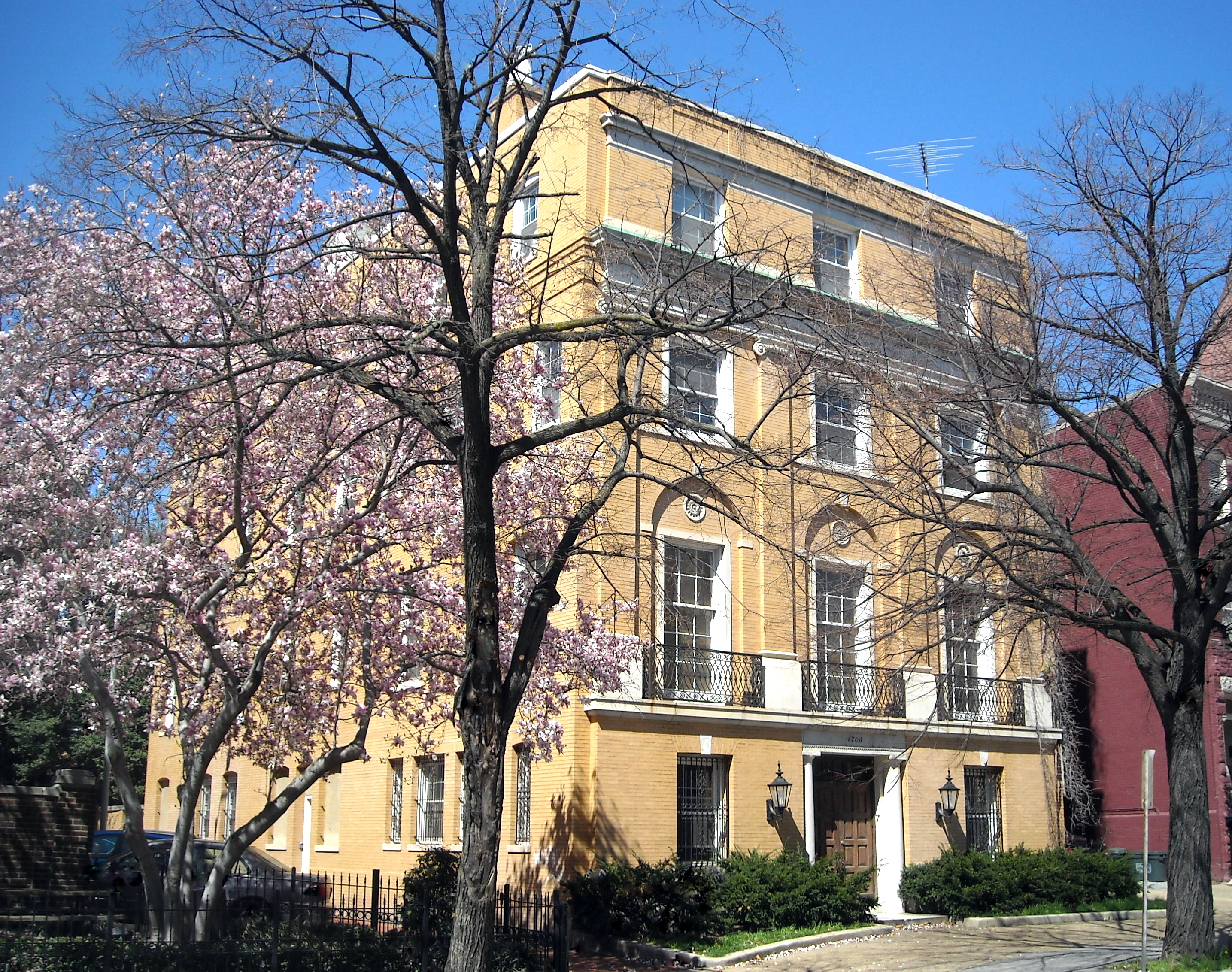
Будинок РИА Новости у Вашингтоні — колишнє житло Мері й Альберта Ласкерів.

У 1946 році Ласкери заснували три премії: Премія Альберта Ласкера за фундаментальні медичні дослідження, Премія Альберта Ласкера за клінічні медичні дослідження і Премія Альберта Ласкера за службу громадськості (у 2000 році її перейменували: Премія Мері Вудард-Ласкер за службу громадськості). 1994 року засновано четверту — Премія Альберта Ласкера за особливі досягнення. У 2008-му її перейменували: Премія Ласкера — Кошланда за особливі досягнення в медичній науці. Ці нагороди одні з найпрестижніших у США. Вісімдесят шість лауреатів-ласкеріанців одержали Нобелівську премію, у тому числі тридцять два — за останні двадцять років.
Після смерті чоловіка Мері Ласкер поставила перед собою завдання — повести боротьбу проти раку в масштабах усієї держави. Вона заснувала Національний комітет освіти в галузі здоров'я (National Health Education Committee). З її ініціативи провадилася просвітницька й агітаційна робота в засобах масової інформації — зокрема про шкідливість куріння. Остаточно у США цю шкідливість доведено у 1964 році, а з початку 1971-го заборонено рекламувати тютюнові вироби в телебаченні.
Упродовж 1950-х — 1960-х років вона разом з однодумцями — відомим хірургом Майклом Еллісом Дебейкі, алабамським сенатором Дж. Лістером Гіллом, конгресменом із Род-Айленду Джоном Е. Фоґарті, лобістом Майком Ґорманом, впливовою подругою Флоренс Магоні й онкологом Сідні Фарбером — впливала на сенаторів і конгресменів, домагалася збільшення урядових асигнувань на дослідницьку роботу в галузі онкології. У результаті за 1957–1967 роки річний бюджет Національного інституту раку — державної установи, зріс від 48 мільйонів доларів доларів до 176 мільйонів.
«Мері та її маленькі ягнята» — так недоброзичливці прозвали лобі медичних досліджень — були рушійною силою розвитку Національного інституту здоров'я (НІЗ) упродовж двох десятиліть після війни. За 1945–1985 роки річний бюджет Національних інститутів здоров'я зріс від 2,4 мільйона доларів до 5,5 мільярда. Ласкер сама допомагала керівникам НІЗ як член його консультативних груп — раку та хвороб серця. 1954 року вона стала першою жінкою, яку ввели у склад Національної консультативної онкологічної ради.
Наприкінці 1980 року директор Національного інституту раку Сем Броудер назвав Мері Ласкер «генієм, який спонукує усвідомити те, що федеральний уряд має сам узятися до медичних досліджень на благо всіх американців».

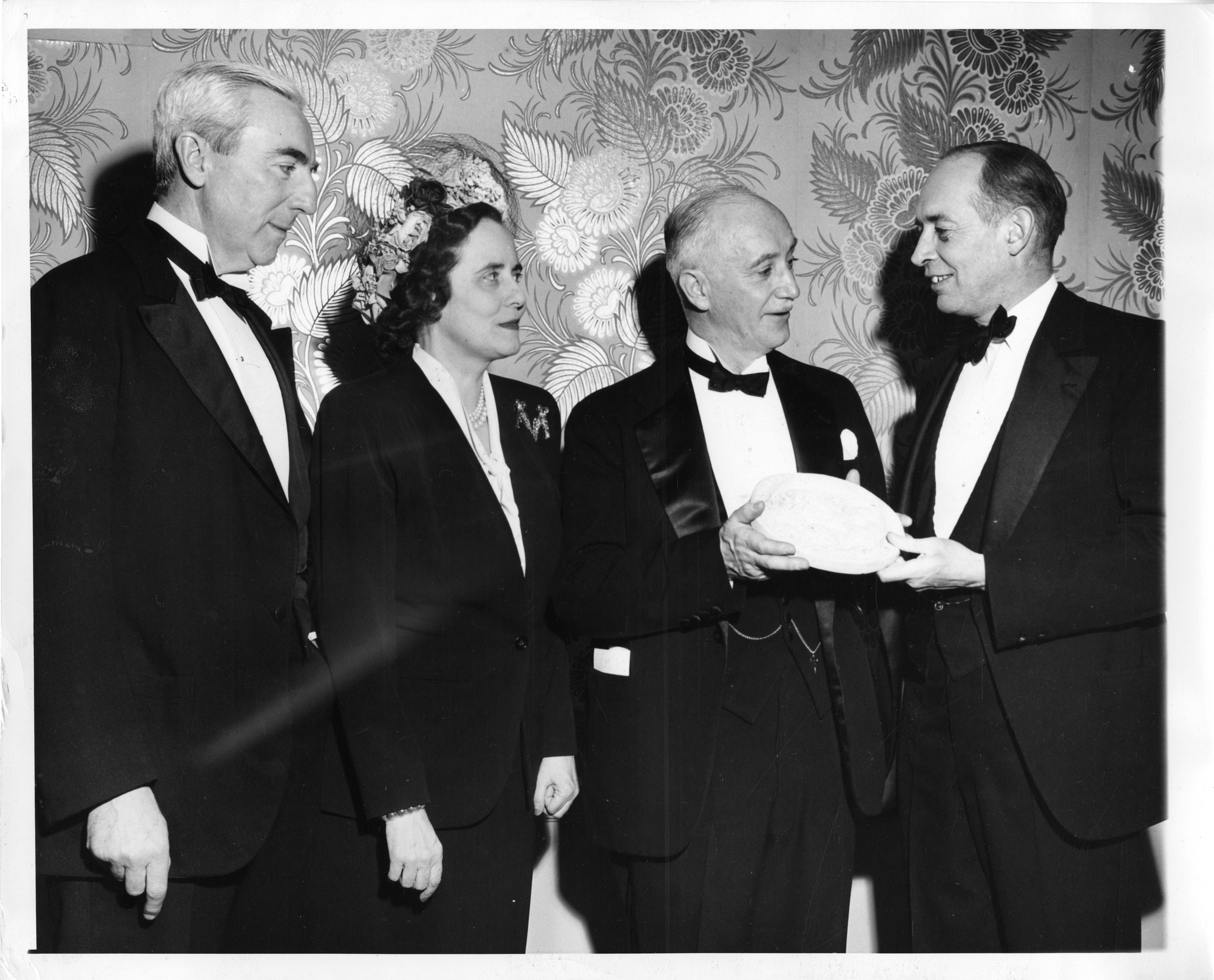
Зліва направо: акушер-гінеколог Джон Рок, Мері Ласкер, доктор медицини Річард Норріс Пірсон і Корнеліус П. Троубридж. Вручення Премії Ласкера Пірсону і Року. 1948 рік.

Головною метою Ласкер і її однодумців став Національний закон про рак. 23 грудня 1971 року президент Ніксон підписав цей документ — компромісний, оскільки утвердив збільшення дотацій для Національного інституту раку, а водночас обмежив його автономію й не містив положення про запропоновану «Національну програму подолання раку». Відтоді Ласкер почала приділяти увагу іншим проектам — СНІДу, гіпертонії та глаукоми.
Ця діячка була на різних посадах — директора, голови й членом правління — багатьох медичних і культурних організацій, зокрема Американського товариства раку, Об'єднаного науково-дослідного й освітнього фонду коркового паралічу й Національного комітету психогігієни.
Мері Ласкер приділяла велику увагу міському благоустрою. Вона спонсорувала посадку дерев і квітів та будівництво освітлення і фонтанів у громадських місцях у Вашингтоні. У середині 1980-х її іменем названо сорт рожевих тюльпанів, її улюблених квітів.
Після смерті Мері Ласкер залишилася спадщина — понад 10 мільйонів доларів, призначених для міського благоустрою і для Фонду Ласкера — на підтримку медичних досліджень.

## Цитати
| Подивіться на людей, особливо тих, які хоч і мають небагато життєвого досвіду, та допомагають іншим вирішувати їхні проблеми: такі люди надихають нас усіх. |
| Ми звершили різноманітні відкриття. Ми винайшли атомні бомби й неймовірно складні технічні пристрої. Але забули про те, що найскладніші й найделікатніші пристрої — це живі люди. |

## Премії і відзнаки
Мері Ласкер отримала понад тридцять почесних ступенів і нагород. Головні з них — Президентська медаль Свободи, найвища цивільна нагорода країни (1969), Премія чотирьох свобод, Золота медаль Конгресу (1989) й Золота медаль Альберта Швайцера за гуманітарну діяльність. У 2000-му на її честь названо Премію Мері Вудард-Ласкер за службу громадськості. 14 травня 2009 року Поштова служба США випустила поштову марку вартістю 78 центів, яку спроектував Марк Саммерз. Це стало ознакою того, що уряд почав прихильніше ставитися до фінансування біомедичних досліджень. Урочисте відкриття цієї марки відбулось у Вотертауні 15 травня 2009 року.

## Членство в організаціях
- Birth Control Federation of America — Американська федерація контролю народжуваності
- Planned Parenthood — Плановане батьківство
- National Committee for Mental Hygiene — Національний комітет психічної гігієни
- Lasker Foundation — Фонд Ласкера
- National Health Education Foundation — Фонд Національного комітету освіти в галузі здоров'я
- National Institutes of Health — Національний інститут здоров'я
- American Cancer Society — Американське товариство раку
- Research to Prevent Blindness — Дослідження для запобігання сліпоті
- Cancer Research Institute — Онкологічний дослідний інститут
- United Cerebral Palsy Research and Education Foundation — Об'єднаний науково-дослідний і освітній фонд коркового паралічу
- Museum of Modern Art — Музей сучасного мистецтва
- American Heart Association — Американське кардіологічне товариство